# Everything Sucks!
Everything Sucks! és una sèrie de televisió estatunidenca de drama i comèdia creada per Ben York Jones i Michael Mohan emesa per Netflix el 2018, que parodia una cultura adolescent a mitjans dels Dècada del 1990. La sèrie se situa al 1996 a la ciutat real de Boring, Oregon i se centra en un grup d'adolescents que assisteixen a l'institut mentre procedeixen a fer una pel·lícula que tracta temes com les cites i la sexualitat.

## Sinopsi
Everything Sucks! gira al voltant de dos grups d'estudiants del Boring High School a Oregon el 1996. Luke O'Neil, és un alumne de primer juntament amb els seus amics McQuaid i Tyler, els quals es veuen com marginats socials. El primer dia d'institut, s'uneixen al club A/V (d'audiovisual), on al Luke li agrada la Kate Messner, la filla del director i alumna de segon. La Kate, tanmateix, comença a qüestionar la seva sexualitat i desenvolupa un interès romàntic per l'estudiant de teatre Emaline Addario, que surt amb el seu company del club de drama, l'Oliver Schermerhorn. No obstant això, la Kate comença a sortir amb en Luke després que els rumors sobre el fet que és homosexual es difonen per l'escola.
Quan una destrucció accidental de l'escenografia fa que l'obra de teatre es cancel·li, en Luke i els seus amics suggereixen que el Club A/V i el de Drama produeixin una pel·lícula junts, que després es projectarà a l'institut. En Luke, mentrestant, tracta de descobrir les cintes VHS que el seu pare va fer abans de deixar-lo a ell i la seva mare. La mare d'en Luke, la Sherry, comença a interessar-se pel Ken, el pare de la Kate i director de l'institut, després d'una reunió sobre en Luke a la seva oficina.